# Ceratina rufipes
Ceratina rufipes är en biart som beskrevs av Smith 1879. Ceratina rufipes ingår i släktet märgbin, och familjen långtungebin. Inga underarter finns listade i Catalogue of Life.